# Spilosoma unilinea
Spilosoma unilinea là một loài bướm đêm thuộc phân họ Arctiinae, họ Erebidae.